# ليندساي ويلسون
ليندساي ويلسون (بالإنجليزية: Lindsay Wilson)‏ (5 أبريل 1979 سيدني أستراليا - ) هو لاعب كرة قدم أسترالي يلعب كمدافع.

## مسيرته الكروية
لعب ليندساي ويلسون خلال مسيرته الاحترافية مع 6 أندية في عشرة مواسم وسجل خلالها 8 أهداف ضمن 192 مباراة. ولم يفز بأي موسم بالكأس وفاز في موسمين بالدوري.
خاض ليندساي ويلسون مسيرته مع كانبرا كوزموز ‏ في موسم 1996–97 واستمر معه طيلة ثلاثة مواسم، مشاركًا في 48 مباراة سجل خلالها هدفًا واحدًا. ثم انتقل إلى نادي سيدني أوليمبيك في موسم 1999–00 واستمر معه طيلة ثلاثة مواسم، حيث شارك في 78 مباراة سجل خلالها 5 أهداف. لينتقل بعدها إلى نادي آيندهوفن في موسم 2002–03 لمدة موسم واحد، لم يشارك في أي مباراة ولم يسجل أي هدف. ثم انتقل إلى نادي فولندام في موسم 2003–04 لمدة موسم واحد، مشاركًا في 26 مباراة ولم يسجل أي هدف أيضًا. هذا وانتقل لاحقًا إلى نادي هيلموند سبورت في موسم 2004–05 لمدة موسم واحد، مشاركًا في 27 مباراة سجل خلالها هدفين. ثم انتقل بعدها إلى نادي كيلمارنوك في موسم 2005–06 لمدة موسم واحد، مشاركًا في 13 مباراة ولم يسجل أي هدف.

## روابط خارجية
- ليندساي ويلسون على موقع الاتحاد الدولي (مؤرشف)  (الإنجليزية)
- ليندساي ويلسون على موقع قاعدة بيانات كرة القدم.إي يو (الإنجليزية)
- ليندساي ويلسون على موقع ناشيونال فوتبول تيمز (الإنجليزية)
- ليندساي ويلسون على موقع Soccerbase.com (لاعب) (الإنجليزية)